# 圣阿维 (卢瓦尔-谢尔省)
圣阿维（法語：Saint-Avit）是法国卢瓦尔-谢尔省的一个市镇，属于旺多姆区（Vendôme）蒙杜布洛县（Mondoubleau）。该市镇总面积14.83平方公里，2009年时的人口为110人。

## 人口
圣阿维人口变化图示